# Memorijalni trofej Billa Mastertona
Memorijalni trofej Billa Mastertona godišnja je nagrada NHL-a namijenjena „igraču koji na najbolji način iskaže ustrajnost, sportski duh i posvećenost igri”. Dobitnika izabire Udruženje profesionalnih pisaca u području hokeja na ledu, a nagrada se uručuje na svečanoj ligaškoj ceremoniji (NHL Awards) nekoliko dana poslije velike završnice doigravanja.
William Masterton preminuo je 15. siječnja 1968. od posljedica naleta tijelom dvojice protivničkih igrača. Jedini je igrač u povijesti NHL-a koji je poginuo na ledu, iako je Howie Morenz 1937. preminuo dva mjeseca nakon četverostrukog loma noge na utakmici. Liga je prvi put dodijelila nagradu u sezoni Mastertonove smrti.

## Povijest
Bill Masterton rođenjem bijaše Kanađanin. NHL-karijeru započeo je potpisivanjem za Montréal u sezoni 1961./62., ali nije mu uspjelo nastupiti pored Jeana Béliveaua i Henrija Richarda na položaju središnjeg napadača. Napustio je svijet profesionalnog hokeja kako bi magistrirao na Denverskom sveučilištu gdje je ranije i diplomirao. Kratko je surađivao u tvrtci Honeywell na programu Apollo, a zatim našao stalan posao u Minneapolisu. Proglasio se amaterom kako bi mogao nastupati za reprezentaciju SAD-a, pošto je prethodno već postao naturaliziranim Amerikancem.
Petnaest kilometara južnije od Minneapolisa, u gradu Bloomingtonu, nalazila se dvorana Minnesotinih North Starsa. NHL je proširio ligu sa šest na dvanaest klubova, a Masterton je postao prvim igračem pod ugovorom u novom klubu. Dana 13. siječnja 1968., u prvoj trećini domaće utakmice protiv Oaklanda, primio je pločicu u punoj brzini, dodao prema suigraču, a zatim udario tjemenom u led nakon što su djelić sekunde poslije dodavanja na njega tijelom nasrnuli Larry Cahan i Ron Harris. Premda u njihovom potezu nije bilo zle namjere niti su postupili mimo pravila („finishing the (body) check” dozvoljen je dok dodana pločica putuje prema cilju), Masterton nije nosio kacigu, a sumnjalo se da za sobom već vuče blaži potres mozga. Hitno je prebačen s leda u bolnicu, ali više nikad nije došao svijesti. Podlegao je ozljedama 30-ak sati nakon incidenta.
Mastertonova nesreća ponovno je rasplamsala pitanje kacige, ali vodstvo lige obvezalo je sve nove igrače tek u sezoni 1979./80. na njeno nošenje. Krajem sezone 1996./97. umirovio se i Craig MacTavish, posljednji igrač koji nije nosio kacigu jer je nastupao bez nje u vremenu prije 1979.

### Popis dobitnika
| Sezona    | Igrač            | Momčad                  | Napomene |
| --------- | ---------------- | ----------------------- | --- |
| 1967./68. | Claude Provost   | Montréal Canadiens      | U petnaestogodišnjoj karijeri brinuo je redovito o udarnim protivničkim krilnim napadačima. |
| 1968./69. | Ted Hampson      | Oakland Seals           | Bez obzira na ograničenu minutažu tijekom čitave dotadašnje karijere, ostvario je 75 bodova u najboljoj sezoni života. |
| 1969./70. | Pit Martin       | Chicago Black Hawks     | Primjetno je bilo njegovo iznimno zalaganje unutar i izvan klizališta da nadoknadi manje tjelesne predispozicije (172 cm, 75 kg). |
| 1970./71. | Jean Ratelle     | New York Rangers        | Bez izuzetka prikazivao se u snažnom ali čistom i korektnom svjetlu tijekom svih dvadeset sezona karijere. |
| 1971./72. | Bobby Clarke     | Philadelphia Flyers     | Raspršio mit da dijabetičarima nije mjesto u NHL-u odmah po dolasku u ligu. |
| 1972./73. | Lowell MacDonald | Pittsburgh Penguins     | Izgubio četiri pune sezone zbog brojnih operacija na objema koljenima, a onda u povratničkoj sezoni upisao 34 pogotka i 41 asistenciju. |
| 1973./74. | Henri Richard    | Montréal Canadiens      | Nagrađen za najuspješniju karijeru u povijesti lige (11 naslova prvaka). |
| 1974./75. | Don Luce         | Buffalo Sabres          | Predvodio momčad do poboljšanja od 38 bodova u odnosu na prošlu sezonu vlastitom najboljom igrom karijere. |
| 1975./76. | Rod Gilbert      | New York Rangers        | Nakupio 1021 bod u karijeri usprkos kroničnim bolovima u leđima, posljedicom loma petog prsnog kralješka u adolescentskim danima. |
| 1976./77. | Ed Westfall      | New York Islanders      | Nagrađen u veteranskim danima za predvođenje svojih momčadi „iz prikrajka”, daleko od očiju javnosti, tijekom čitave karijere. |
| 1977./78. | Butch Goring     | Los Angeles Kings       | Utišao kritičare „omalenih igrača” izvrsnim nastupima i statistikama tijekom dugog niza godina. |
| 1978./79. | Serge Savard     | Montréal Canadiens      | Jedan od najzaslužnijih za osam naslova prvaka svoga kluba. |
| 1979./80. | Al MacAdam       | Minnesota North Stars   | Nagrađen za najbolju sezonu karijere usprkos čestim i dugotrajnim nejasnoćama oko vlastite budućnosti u ligi. |
| 1980./81. | Blake Dunlop     | St. Louis Blues         | Zvijezda juniorskog hokeja nije se naigrala u prvih nekoliko sezona NHL-a; nagrađen za izvrsnu sezonu (20 G, 67 A). |
| 1981./82. | Glenn Resch      | Colorado Rockies        | Vratar, neočekivano prebačen iz N.Y. Islandersa s kojim je osvojio Stanleyjev kup, u Colorado, gdje gasi vatru okružen izrazito mladim i neiskusnim suigračima. |
| 1982./83. | Lanny McDonald   | Calgary Flames          | Spektakularna prva sezona u dresu Calgaryja iako je već tada bio veteran (66 G, 32 A). Osvojio jedini Stanleyjev kup s Flamesima šest sezona poslije u svojoj posljednjoj utakmici karijere. |
| 1983./84. | Brad Park        | Detroit Red Wings       | Nagrađen za karijeru koja je, jednostavno rečeno, ujedinila sva tri uvjeta potrebna za osvajanje nagrade. |
| 1984./85. | Anders Hedberg   | New York Rangers        | Nastupao u WHA-u podjednako dugo koliko i u NHL-u; u svakoj sezoni NHL-a zabio je 20 pogodaka ili više. |
| 1985./86. | Charles Simmer   | Boston Bruins           | Uspješno se vraćao dvaput nakon teških ozljeda ligamenata koljena; nakon prve ozljede ugrađena mu je metalna pločica i devet čavlića. |
| 1986./87. | Doug Jarvis      | Hartford Whalers        | Postavio rekord uzastopno odigranih utakmica (964). Štoviše, nikad u karijeri nije propustio utakmicu. Nagrada mu je uručena kada je oborio dotadašnji rekord Garryja Ungera. |
| 1987./88. | Bob Bourne       | Los Angeles Kings       | Nagrađen zbog svoje dugogodišnje karijere u kojoj je pokazivao sve vrline potrebne za osvajanje nagrade. |
| 1988./89. | Tim Kerr         | Philadelphia Flyers     | Prebrodio teške ozljede koljena, ramena i virusni meningitis, a zatim i smrtni slučaj u obitelji, uporno vraćavši se na led. |
| 1989./90. | Gord Kluzak      | Boston Bruins           | Prvi izbor drafta 1982. nikako nije imao sreće s koljenom; propustio je nekoliko čitavih sezona, a pokušao se vratiti čak i nakon desete operacije. |
| 1990./91. | Dave Taylor      | Los Angeles Kings       | 1069 bodova u 1111 utakmica regularnih sezona. Nagrađen za odanost svom jedinom klubu te iznimnu ustrajnost. |
| 1991./92. | Mark Fitzpatrick | New York Islanders      | Taman prije početka svoje treće sezone, obolio je od potencijalno smrtonosne mialgije. Vratio se i nastavio braniti do 2000. |
| 1992./93. | Mario Lemieux    | Pittsburgh Penguins     | Obolio je od ne-Hodgkinova limfoma prije početka sezone. Dok su mu suigrači nastupali tijekom prva dva mjeseca prvenstva, Lemieux je primao kemoterapiju. U samo 60 odigranih utakmica te sezone (uz propuštenih 24), skupio je nevjerojatnih 69 golova i 91 asistenciju te osvojio Rossov trofej.             |
| 1993./94. | Cam Neely        | Boston Bruins           | Nastupao koliko je više mogao unatoč ozljedama butnog mišića i koljena. Tijekom jednog od povrataka upisao je 50 pogodaka u prve 44 (vlastite) utakmice, što je jedan od neslužbenih slučajeva 50 golova u 50 utakmica.                                                                                        |
| 1994./95. | Pat LaFontaine   | Buffalo Sabres          | Nadišao teški potres mozga ubilježivši 27 bodova u 22 odigrane utakmice krnje sezone. |
| 1995./96. | Gary Roberts     | Calgary Flames          | Bio je okosnica momčadi tijekom prethodnih deset godina da bi zatim prebrodio tešku ozljedu vrata i upisao 42 boda u 35 utakmica. |
| 1996./97. | Tony Granato     | San Jose Sharks         | Ni teška ozljeda glave, koja mu je gotovo okončala život za vrijeme utakmice, nije ga spriječila da ostvari 40 bodova u ovoj sezoni. |
| 1997./98. | Jamie McLennan   | St. Louis Blues         | Prebolio je komu uzrokovanu bakterijskim meningitisom, tri tjedna intenzivne njege i gubitak 15 kilograma. Vratio se na gol i zabilježio veoma dobre brojke u 30 odigranih utakmica. |
| 1998./99. | John Cullen      | Tampa Bay Lightning     | Desetogodišnju karijeru prekinuo mu je ne-Hodgkinov limfom. NHL mu je dodijelio nagradu čim je pobijedio bolest. Nastupio je zatim na četirima utakmicama u bezuspješnom pokušaju da se vrati stalnome igranju. Odmah je postao pomoćni trener Tampe.                                                          |
| 1999./00. | Ken Daneyko      | New Jersey Devils       | Vratio se hokeju pobijedivši alkoholizam i odmah osvojio Stanleyjev kup. |
| 2000./01. | Adam Graves      | New York Rangers        | Odigrao sve 82 utakmice unatoč smrti oca i djeteta u kratkom razmaku. |
| 2001./02. | Saku Koivu       | Montréal Canadiens      | Netom prije početka sezone, obolio je od ne-Hodgkinova limfoma. Vratio se krajem regularnog dijela prvenstva i nastupio u doigravanju (prvom Montréalovom u, pogotovo za njih, izrazito dugih pet godina). |
| 2002./03. | Steve Yzerman    | Detroit Red Wings       | Čitavu sezonu pokušavao je oporaviti se od osteotomije koljena, operativnog zahvata kojim se opterećenje prenosi na zdravo tkivo, da nastupi u dvadesetoj uzastopnoj sezoni. Povratkom kapetana u veljači, Detroit je ostvario 29 od mogućih 32 boda, najbolji niz u čitavoj ligi.                             |
| 2003./04. | Bryan Berard     | Chicago Blackhawks      | Vratio se nakon užasavajuće ozljede oka zadobivene na utakmici u ožujku 2000. Prošao brojne operacije na putu do povratka na led i izvrsnih 47 bodova u 58 utakmica. |
| 2005./06. | Teemu Selänne    | Mighty Ducks of Anaheim | Za razliku od većine igrača lige koji su mahom privremeno otišli igrati u Europu, on je otkazanu sezonu (2004./05.) proveo rehabilitirajući operirano koljeno. Ostvario je 90 bodova (40 G, 50 A). |
| 2006./07. | Phil Kessel      | Boston Bruins           | Devetnaestogodišnjem Kesselu dijagnosticiran je rak testisa. Operiran je, a na led vratio se nakon samo 12 propuštenih utakmica. |
| 2007./08. | Jason Blake      | Toronto Maple Leafs     | Izliječio se od kronične mijeloične leukemije. Ni tretmani ni gubitak 10 kg nisu ga spriječili da nastupi u baš svakoj utakmici sezone. |
| 2008./09. | Steve Sullivan   | Nashville Predators     | Vratio se nakon 153 propuštene utakmice, odnosno 687 dana, zbog teške ozljede leđa zadobivene u utakmici protiv Montréala. |
| 2009./10. | José Théodore    | Washington Capitals     | Njegov dvomjesečni sin nije preživio komplikacije uzrokovane preranim rođenjem. Théodore je u toj sezoni na vratima predvodio Washington do iznimno uspješne sezone, a usput donirao novac za svaku obranu, pobjedu i utakmicu bez primljenog pogotka.                                                         |
| 2010./11. | Ian Laperrière   | Philadelphia Flyers     | Vratio se nakon izbivanja čitave prethodne sezone zbog poremećajâ uzrokovanih potresom mozga. U tom vremenu podučavao je igri mlade naraštaje. |
| 2011./12. | Max Pacioretty   | Montréal Canadiens      | Oporavio se (nasuprot očekivanjima) od loma četvrtog vratnog kralješka i teškog potresa mozga zadobivenih naletom Zdena Cháre na nj. |
| 2012./13. | Josh Harding     | Minnesota Wild          | Dijagnosticirana mu je multipla skleroza, ali on je nastavio sa sjajnim predstavama krajem regularne sezone te u doigravanju. |
| 2013./14. | Dominic Moore    | New York Rangers        | Propustio je prethodnu sezonu kako bi se mogao posvetiti svojoj ženi, oboljeloj od tumora. Nije se izvukla, ali on je smogao snage nastaviti karijeru. |
| 2014./15. | Devan Dubnyk     | Minnesota Wild          | Dolaskom usred sezone preporodio je posljednjeplasiranu Minnesotu koja je izborila doigravanje. Upisao je 27 pobjeda iz 38 utakmica, primao je samo 1.78 pogodak po utakmici, obranio 93.6% udaraca na vrata, a u pet utakmica nije uopće primio gol. Dubnyku je Minnesota bila peti klub u samo dvije sezone. |
| 2015./16. | Jaromír Jágr     | Florida Panthers        | 44-godišnji Čeh predvodio je momčad u bodovima (66), postao najstariji strijelac hat-tricka u povijesti NHL-a te izborio doigravanje nakon tri godine. |

## Vanjske poveznice
- Bill Masterton Memorial Trophy — hhof.com  Arhivirana inačica izvorne stranice od 15. ožujka 2015. (Wayback Machine)